# Attentato all'Università Ebraica di Gerusalemme
L'attentato all'Università Ebraica di Gerusalemme (o massacro dell'Università Ebraica) fu un attacco terroristico palestinese di Hamas avvenuto il 31 luglio 2002 in una caffetteria nel campus del Monte Scopus dell'Università Ebraica di Gerusalemme. L'attentato uccise 9 persone, inclusi 5 studenti statunitensi, e ne ferì circa 100. Venne condotto da una cellula di Hamas con sede a Gerusalemme Est i cui membri stanno scontando più ergastoli nelle carceri israeliane per questo attentato ed altri. L'attentato, che scatenò festeggiamenti a Gaza, venne condannato dall'allora segretario generale delle Nazioni Unite Kofi Annan e da diversi Paesi.
Nel febbraio 2015, una giuria statunitense ritenne l'Autorità Palestinese e l'Organizzazione per la Liberazione della Palestina responsabili di aver sostenuto e contribuito a finanziare attacchi terroristici negli anni 2000 e le condannò a risarcire danni per un importo di 218,5 milioni di dollari statunitensi alle vittime di questi attacchi.

## L'attacco
L'attacco avvenne durante il periodo estivo degli esami, mentre si tenevano corsi estivi di lingua ebraica. L'esplosione avvenne all'ora di pranzo in un'affollata caffetteria nel Frank Sinatra International Student Center nel campus universitario di Monte Scopus. Nei minuti successivi all'esplosione, studenti scioccati e sporchi di sangue uscirono dall'edificio.

### Vittime
6 donne e 3 uomini rimasero uccisi nell'attacco. Sette morirono immediatamente e due morirono per le ferite riportate nelle settimane successive. Le vittime, secondo il Ministero degli affari esteri israeliano, furono:
- David (Diego) Ladowski, 29 anni, di Gerusalemme;
- Levina Shapira, 53 anni, di Gerusalemme;
- Marla Bennett, 24 anni, della California (Stati Uniti);
- Benjamin Blutstein, 25 anni, della Pennsylvania (Stati Uniti);
- Dina Carter, 37 anni, di Gerusalemme (Stati Uniti);
- Janis Ruth Coulter, 36 anni, di New York (Stati Uniti);
- David Gritz, 24 anni, del Massachusetts (Stati Uniti-Francia);
- Daphna Spruch, 61 anni, di Gerusalemme; morta per le ferite il 10 agosto;
- Revital Barashi, 30 anni, di Gerusalemme; morta per le ferite il 13 agosto.

Circa 100 persone rimasero ferite nell'attacco, tra cui israeliani, arabi, 4 americani e 3 sudcoreani.

## Conseguenze
Hamas rivendicò la responsabilità per il massacro in una manifestazione con 10.000 persone a Gaza, annunciando future operazioni. Israele, il presidente dell'Università Ebraica, il segretario generale delle Nazioni Unite, gli Stati Uniti, la Cina e il Sudafrica condannarono l'attentato. Dopo l'attentato, Israele iniziò a demolire le case degli attentatori suicidi e l'Università Ebraica adottò misure di sicurezza più stringenti.